# Schießplatzheide

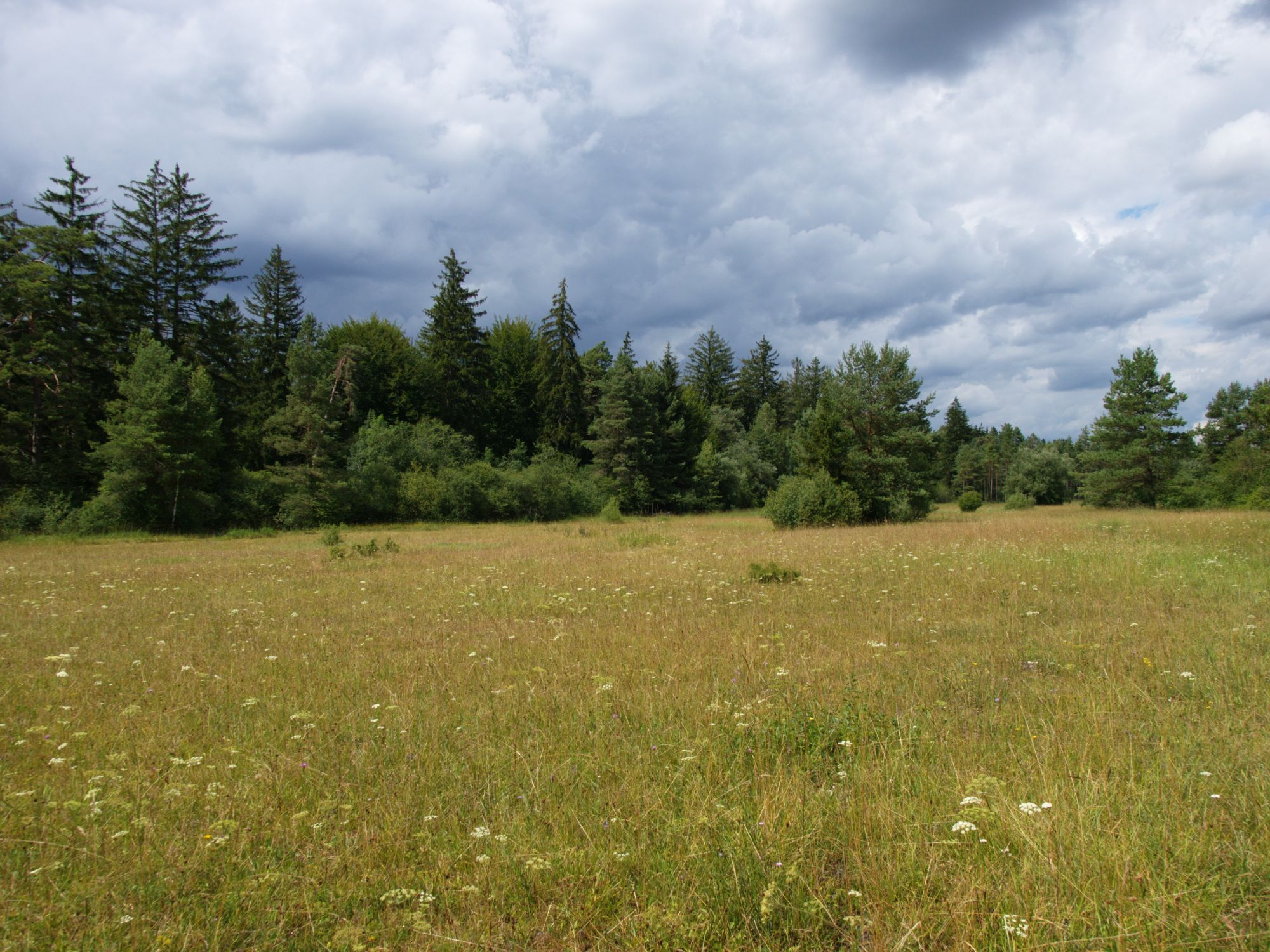
Die Schießplatzheide im Juni vor einem Regenschauer

Die Schießplatzheide zählt zu den Heidegebieten nahe dem Lech, den Lechtalheiden. Sie ist ein Teil des Naturschutzgebiets Stadtwald Augsburg.

## Entstehung
Natürliche Lechheiden entstanden auf Kiesbänken, die vom Lech aufgeschüttet wurden oder sekundär aus beweideten Schneeheide-Kiefernwäldern auf den eiszeitlichen Schwemmschottermassen des Lechs und des Lechgletschers.
Ganz anders verlief die Entwicklung auf der Schießplatzheide: Das ehemalige Waldgebiet wurde 1880 gerodet, um einen Schießplatz anzulegen. Auf der nun freien Fläche konnten sich seltene alpine, kontinentale und submediterrane Tier- und Pflanzenarten ansiedeln. Durch die militärische Nutzung zunächst als Exerzierplatz wurde die Fläche immer wieder freigehalten. Nach dem Zweiten Weltkrieg wurde der Schießplatz durch die amerikanischen Truppen für Schießübungen genutzt. Seit ca. 1980 wird der Schießplatz nicht mehr militärisch genutzt und ist nun ein „Fall für den Naturschutz“.

## Heidefläche
Die eiszeitlich herangeschobenen kalkhaltigen Schottermassen leiten Niederschlagswasser schnell in den Untergrund ab. Aus diesem Umstand resultiert der typische Charakter eines kalkholden Trockenrasens. Die Mächtigkeit dieser Schotterhalden kann im betroffenen Bereich mehrere Meter betragen. In den Bereichen der Lechheiden werden sie von einer nur dünnen und störanfälligen Humusschicht bedeckt. Diese ist kaum höher als 10 cm. Darin befinden sich die Sämereien der artenreichen Flora.
Als Schwemmgut oder durch Winde herangeweht finden sich Pflanzen aus südmediterranen oder osteuropäischen Regionen ein. Daher werden Flüsse auch als Florenbrücke bezeichnet. Der Lech ist der einzige alpine Fluss, der Alpen und Alb fast auf dem kürzesten Weg verbindet. Seine Sonderstellung als Pflanzenbrücke wird deutlich, wenn man im Verbreitungsatlas Bayerns das Verbreitungsgebiet von Arten wie dem Klebrigen Lein (Linum viscosum) betrachtet.
Die Heideflächen des Lechs zählen zu den artenreichsten mitteleuropäischen Lebensräumen. Die Schießplatzheide zählt neben dem Truppenübungsplatz Lechfeld, der Kissinger Heide, der Königsbrunner Heide und der Hurlacher Heide zu den bedeutendsten und größten Lechheiden. Die blütenreichen Wiesenflächen beherbergen eine bedrohte Tagfalter-Fauna.
Das Areal erstreckt sich auf einer Höhe von 502 m ü. NHN bis zu 509 m ü. NHN. 

## Pflanzen

Seltene Albinoform der Hummel-Ragwurz
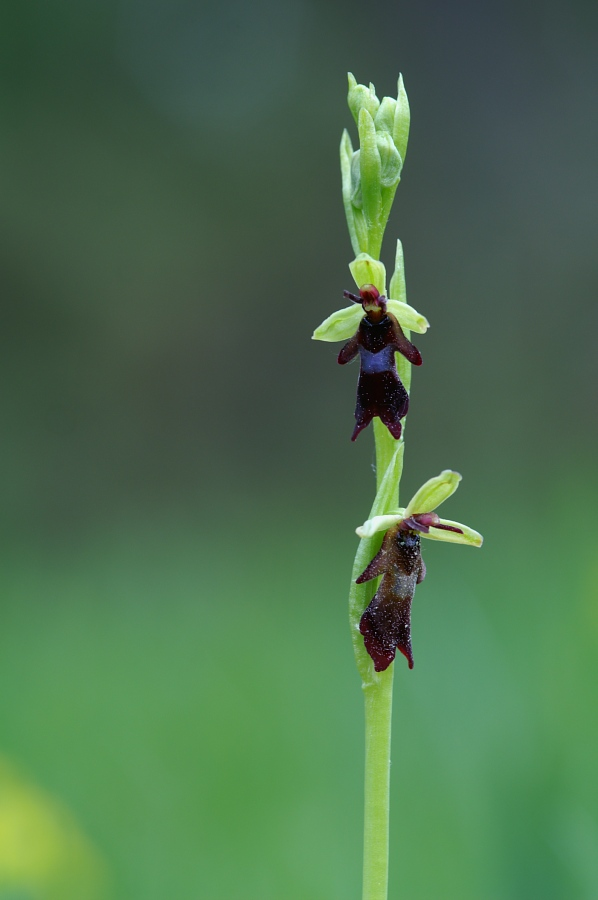
Fliegen-Ragwurz

Pflanzenliste (reduziert auf prägnante Arten)
| - Schneeheide - Gewöhnliche Küchenschelle - Rauhaariges Veilchen - Kugelblume - Rosmarin-Seidelbast - Buchs-Kreuzblume - Mehlprimel - Kreuz-Enzian - Helm-Knabenkraut | - Weißwurz - Spargelklee - Großes Zweiblatt - Nestwurz - Fliegen-Ragwurz - Hummel-Ragwurz - Mücken-Händelwurz - Klebriger Lein | - Brandknabenkraut - Sommerwurz - Zweiblättrige Waldhyazinthe - Pyramiden-Hundswurz - Sumpf-Stendelwurz - Knollige Kratzdistel - Wiesen-Flockenblume - Silberdistel |